# Montcada (partida)
Montcada és una partida de l'Horta de Lleida, de Lleida.
Limita amb les següents partides de Lleida:
- Al nord amb Canet i amb Camp-Rodó.
- Al nord-est amb Cunillars.
- A l'est amb Marimunt.
- Al sud-est amb Balàfia (partida).
- Al sud amb Bovà.
- A l'oest amb Boixadors.